# Jay Weinberg

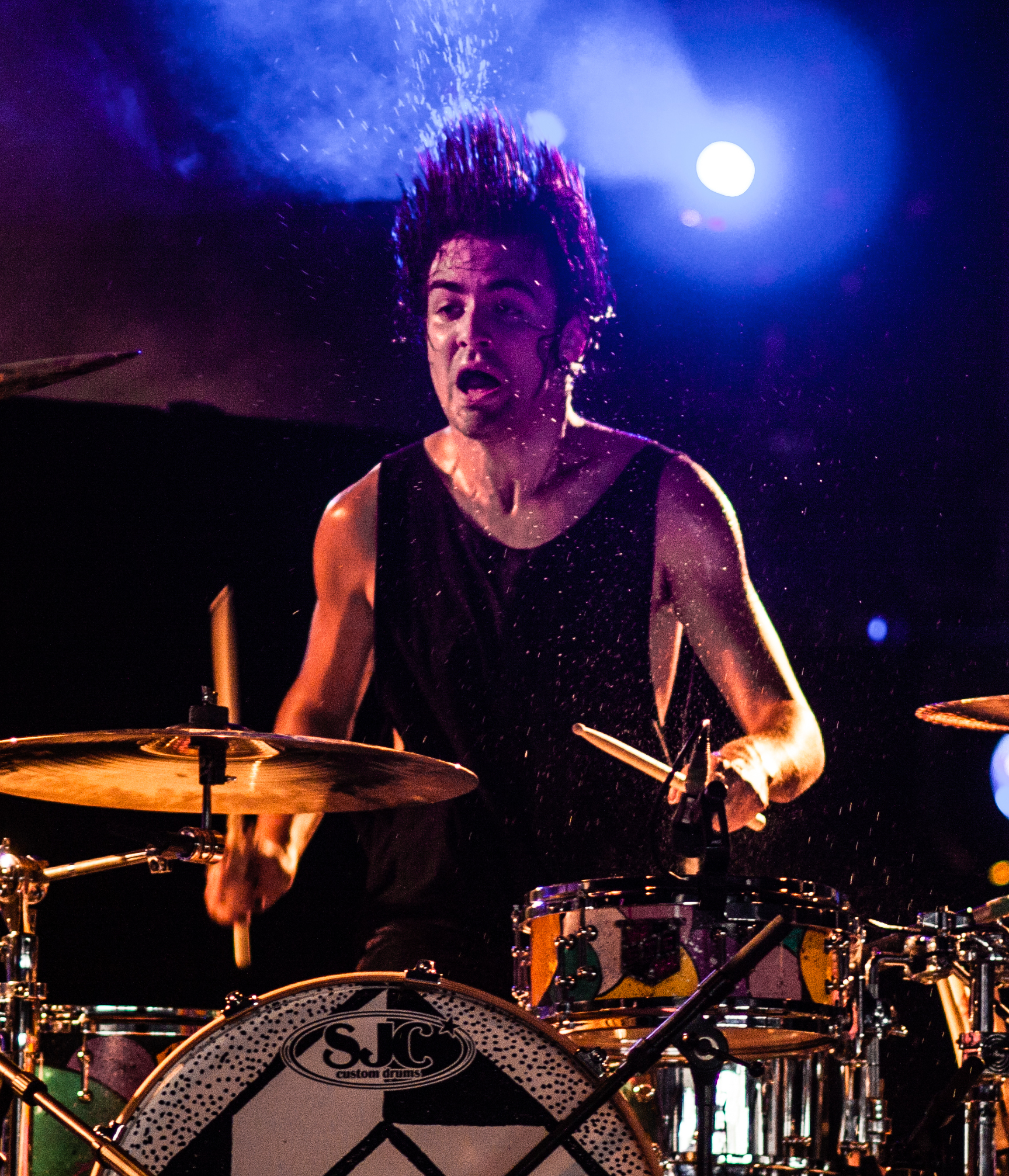
Jay Weinberg mit Against Me! im Jahr 2012

Jay Weinberg (* 8. September 1990 in Middletown Township, New Jersey) ist ein US-amerikanischer Schlagzeuger. Er war als Nachfolger von Joey Jordison von 2014 bis 2023 Schlagzeuger der Band Slipknot. Jay Weinberg ist der Sohn von Max Weinberg, dem Stammschlagzeugspieler der E Street Band.

## Musikalische Karriere
Weinberg ist der Sohn von Drummer Max Weinberg, der seit 1974 Schlagzeuger der E Street Band ist. Weinberg absolvierte eine Ausbildung auf Stevens Institute of Technology in New Jersey, die er 2014 abschloss.
Im Februar 2010 schloss er sich der New Yorker Hardcoreband Madball an und nahm mit ihr das Album "Empire" auf. Im September 2010 verließ er die Band allerdings wieder. Von 2010 bis 2012 war Weinberg Teil der Punkrock-Band Against Me! und nahm zusammen mit der Band das Album "Black Crosses" auf.
Daraufhin wurde Slipknot auf ihn aufmerksam. 2014 ersetzte er Joey Jordison und wurde offizielles Mitglied bei Slipknot. Auf dem 2014er Album .5: The Gray Chapter ist er bereits vertreten. Am 5. November 2023 trennte sich die Band Slipknot von dem Schlagzeuger. Als offizieller Grund wurde eine „kreative Entscheidung“ genannt.

## Diskografie

### Mit The Reveling
- 2008: The Reveling
- 2009: 3D Radio (EP)

### Mit Madball
- 2010: Empire

### Mit Against Me!
- 2011: Russian Spies / Occult Enemies (Single)

### Mit Hesitation Wounds
- 2013: Hesitation Wounds (EP)
- 2016: Awake for Everything

### Mit Slipknot
- 2014: .5: The Gray Chapter
- 2017: Day of the Gusano – Live in Mexico (Livealbum)
- 2018: All Out Life (Single)
- 2019: We Are Not Your Kind
- 2022: The End, So Far
- 2023: Adderall (EP)